# Origen
|  | Aquest article tracta sobre el concepte matemàtic. Si cerqueu la pel·lícula estatunidenca de 2010, vegeu «Origen (pel·lícula)». |

Origen d'un sistema de coordenades cartesianes

En matemàtiques, l'origen d'un espai euclidià és un punt especial –normalment denotat per la lletra O– que representa el punt fix de referència de la geometria de l'espai del voltant. En un sistema de coordenades cartesianes, l'origen és el punt en el qual s'intersequen els eixos de coordenades. En geometria euclidiana, l'origen es pot escollir lliurement.
Els sistemes de coordenades més comuns són bidimensionals (continguts en el pla) i tridimensionals (continguts en l'espai), i estan compostos per dos i tres eixos perpendiculars, respectivament. L'origen divideix cadascun d'aquests eixos en dues meitats: un semieix positiu i un semieix negatiu. Els punts es poden ubicar fent referència a l'origen donant les seves coordenades numèriques, és a dir, les posicions de les seves projeccions sobre cada eix, ja sigui en la direcció positiva o negativa. Les coordenades de l'origen sempre són zero: per exemple, en un sistema bidimensional l'origen és el punt (0,0), i en el tridimensional (0,0,0).
L'origen del pla complex es pot definir com el punt on s'intersequen l'eix real i l'eix imaginari. En altres paraules, és el punt que representa 0 + 0i.